# Flat Track

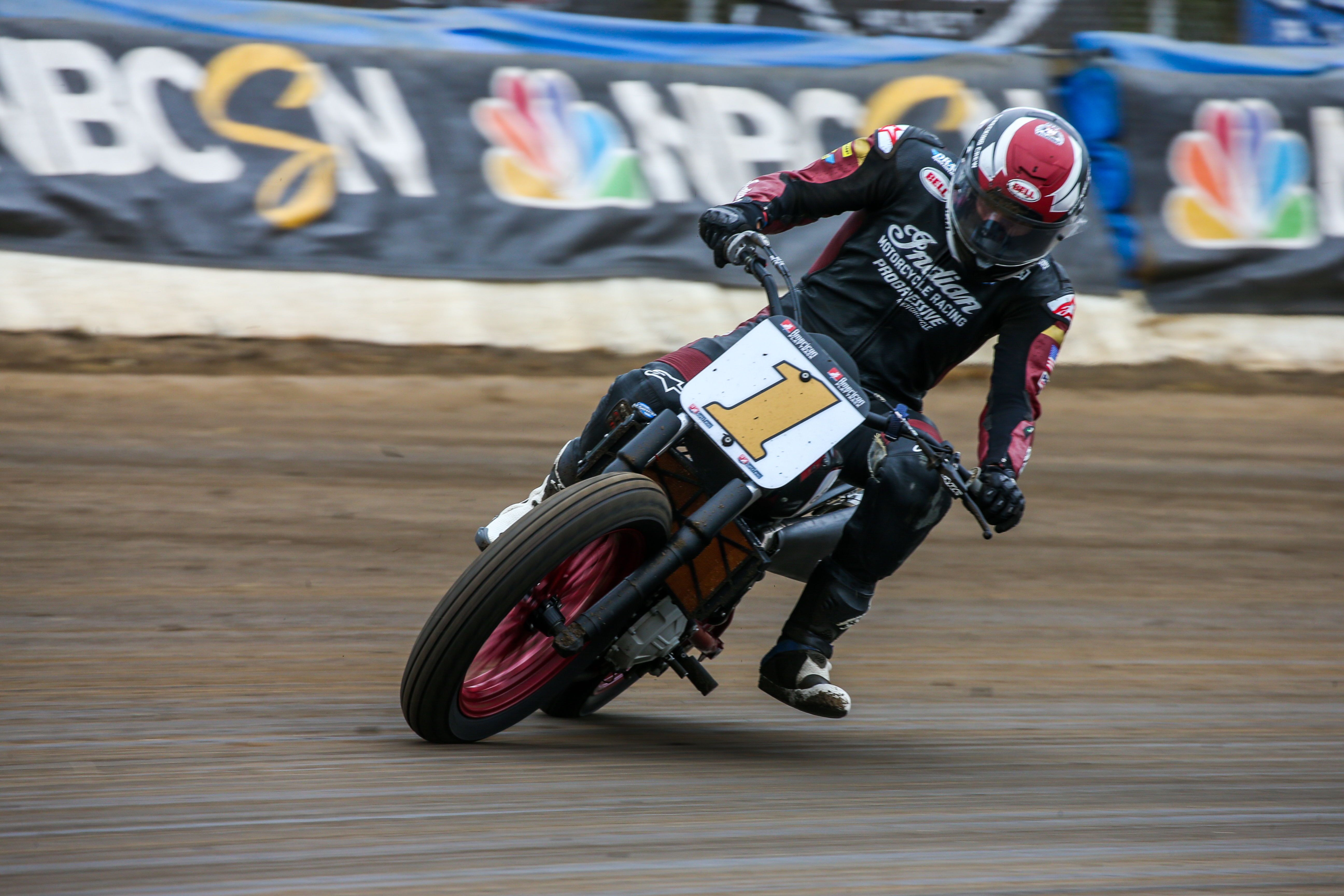
Le champion AFT SuperTwins 2019 Briar Bauman

L'American Flat Track (AFT) est un championnat américain de courses de motos sur piste. Ces compétitions ont été créées et sont gérées par l'American Motorcyclist Association (AMA) depuis 1954. Elles comprenaient à l'origine cinq formes distinctes de compétitions, notamment des courses de dirt track (en) sur mile, half-mile, short-track, Tourist Trophy steeplechase et road races,. Ce championnat était la première série de courses de motos aux États-Unis des années 1950 jusqu'à la fin des années 1970.
À la suite de la saison 2016, AMA Pro Racing, l'organe directeur de la série, annonça un système de catégories restructuré ainsi qu'une nouvelle organisation du format de l'événement. Le nouveau système de catégories se compose de la catégorie haut de gamme AFT SuperTwins, de la catégorie AFT Singles pour les jeunes étoiles montantes et de la catégorie AFT Production Twins avec des moteurs bicylindres de 649 à 800 cm3 basés sur des motos de production.

## AFT SuperTwins

### Championnat AFT SuperTwins

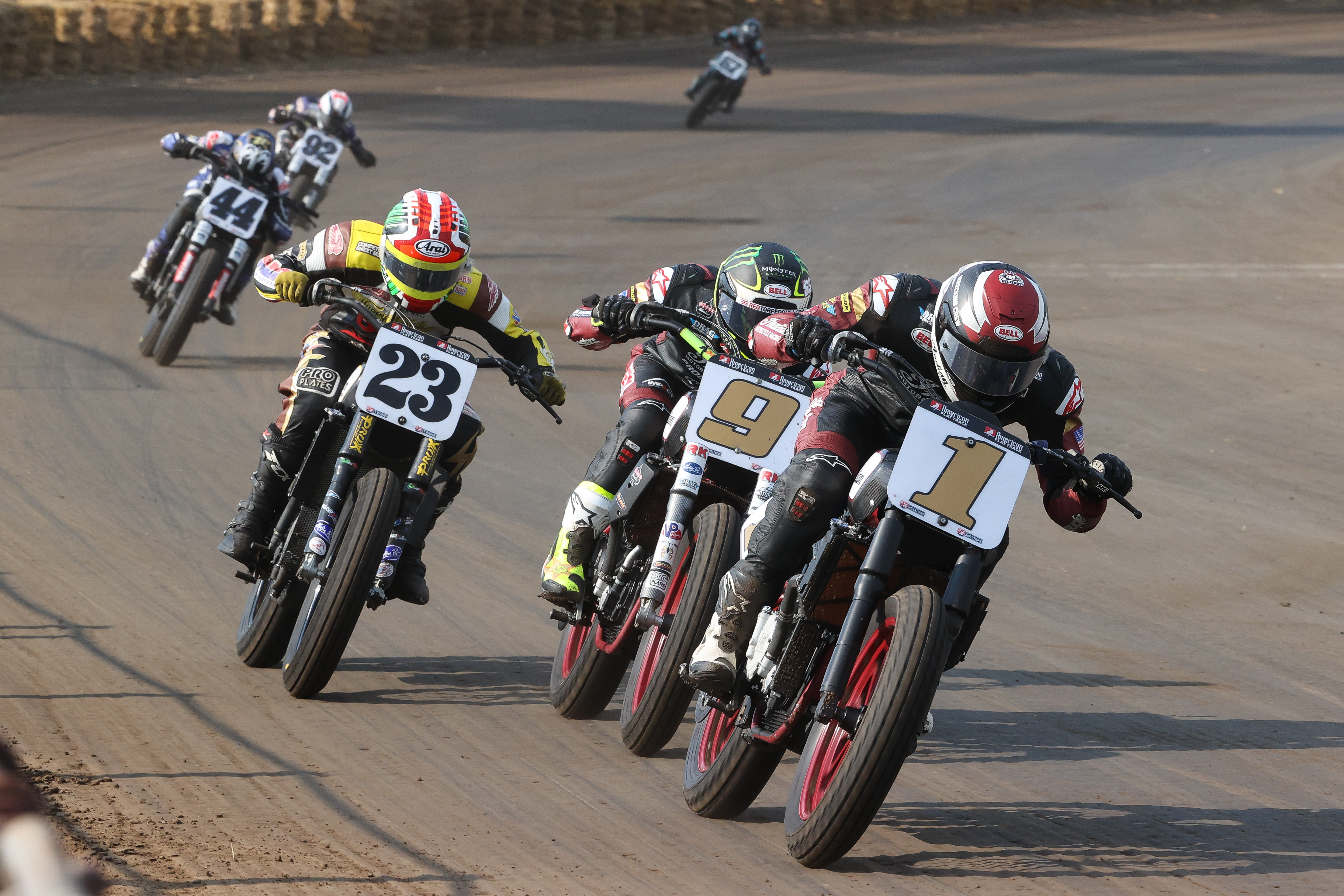
Briar Bauman mène le pack AFT SuperTwins au Springfield Mile 2020.

L'AFT SuperTwins est le summum de la course de motos sur piste dans le monde, et ce depuis que les courses professionnelles ont été officialisées sous le titre de Grand National Championship en 1954. Les pilotes de cette catégorie représentent les équipes d'élite et les athlètes les plus qualifiés qui concourent à chaque tour en compétition AFT. Chacun des participants pilotes des motos bicylindres construites sur mesure générant plus de 90 chevaux et pouvant atteindre des vitesses supérieures à 225 km/h. Les compétitions se disputent souvent jusqu'à la ligne d'arrivée et nécessitent parfois une photo pour déterminer le vainqueur de la course. Les motos de cette catégorie embarquent les dernières technologies en matière de sport mécanique et sont pilotées par les athlètes les plus rapides sur deux roues.

### Spécifications
- Puissance : + de 90 ch
- Poids minimum : 104 kg
- Vitesse de pointe : + de 225 km/h
- 0 à 97 km/h : moins de 4 secondes

### Spécifications techniques
- Pneus : Dunlop, 19 pouces, pneus plats spéciaux
- Carburant : VP Racing Fuels C10 sans plomb
- Moteurs : seuls les moteurs bicylindres 4 temps avec l'approbation écrite préalable du AMA Pro Racing sont éligibles pour la compétition AFT Twins. Cela comprend à la fois les moteurs de production conçus pour les motos de série et les moteurs de compétition uniquement. Cylindrée du moteur 649 et 900 cm3 avec les restrictions suivantes :

| Moteurs                | Contraintes |
| ---------------------- | --- |
| Moteurs de série       | Les moteurs qui étaient à l'origine sous 750 cm3 peuvent être réalésés et avec une course augmentée mais ne doivent pas dépasser 750 cm3 comme cylindrée finale                                                                                                 |
| Moteurs de compétition | Les moteurs de course ne doivent pas dépasser 750 cm3 avec un sur-alésage maximal autorisé de 0,045 po par cylindre Les moteurs de course uniquement à refroidissement liquide ne doivent pas dépasser 750 cm3. Il n'y a aucune disposition pour le sur-alésage |

## AFT Singles
La classe AFT Singles est conçue pour développer les jeunes talents sur piste en terre, alors que les coureurs perfectionnent leurs compétences afin d'intégrer les rangs de l'AFT Twins. Les concurrents émergents font leur apprentissage sur des motos de série monocylindres de 450 cm3 offrant plus de 60 chevaux. Les courses se déroulent à des vitesses supérieures à 185 km/h, ces stars en devenir s'affrontant sur des motos produites par Honda, Husqvarna, Kawasaki, KTM, Suzuki, Yamaha et Zaeta.

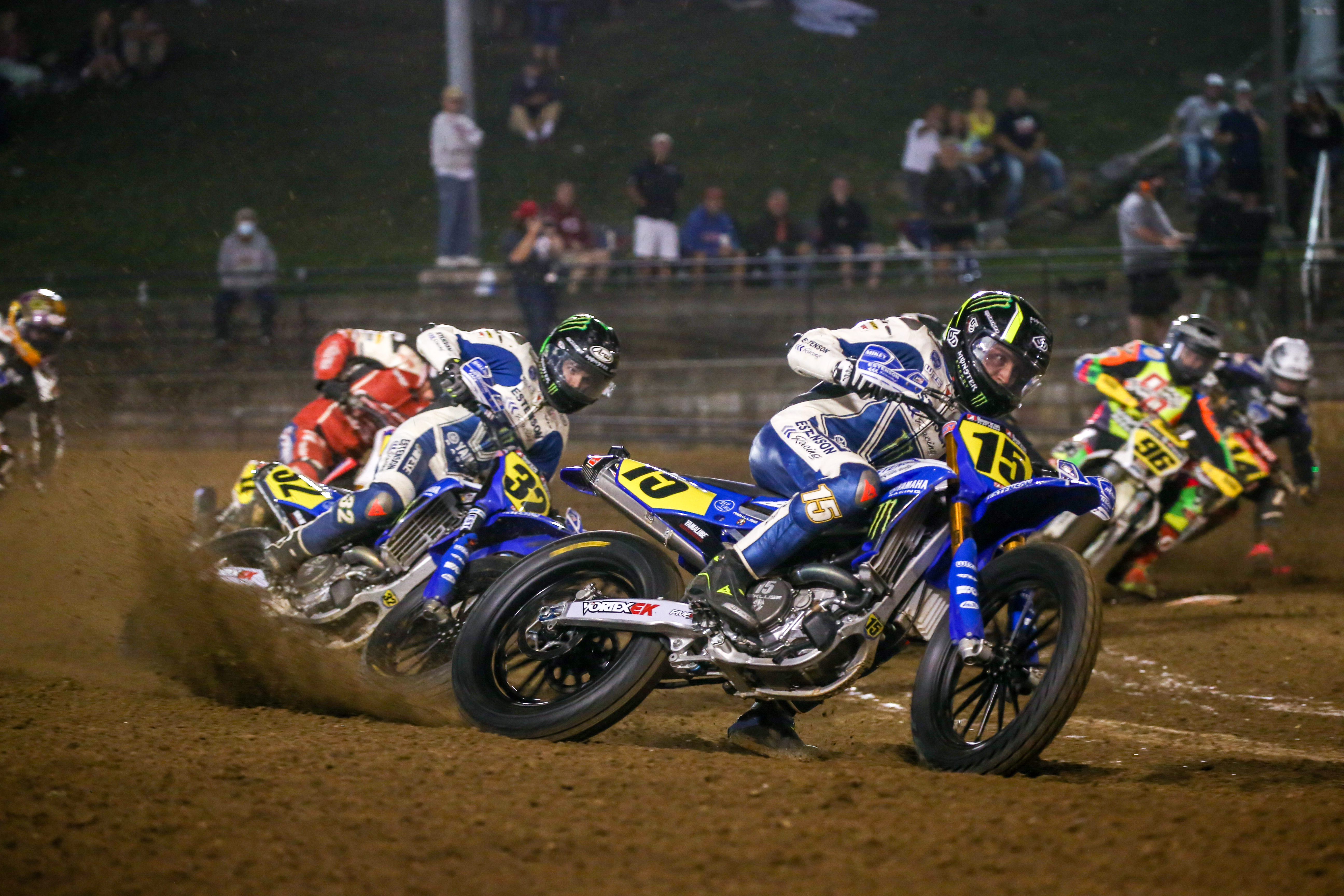
AFT Singles en 2020 au Springfield Short Track

### Spécifications
- Puissance : + de 60 ch
- Poids minimum : 104 kg
- Vitesse de pointe : + de 185 km/h
- 0 à 97 km/h : moins de 4 secondes

### Spécifications techniques
- Pneus : Dunlop, 19 pouces, pneus de flat track spécifiques
- Carburant : VP Racing Fuels C10 sans plomb
- Moteurs : seules les motos monocylindres 4 temps homologuées par l'AMA Pro Racing peuvent être utilisées en compétition AFT Singles. L'AMA Pro Racing examine uniquement les demandes d'homologation des fabricants de motos, de leurs distributeurs ou représentants désignés. Une fois qu'une moto est homologuée, elle peut être utilisée jusqu'à ce qu'elle ne soit plus conforme au règlement technique.
- Cylindrée : 251 à 450 cm3
- Tous les cylindrées sont obtenues sans suralésage.
- Les moteurs doivent garder les côtes d'alésage et de course d'origine

## AFT Production Twins
Alors que les pilotes AFT Singles progressent et envisagent de devenir pilotes AFT Twins, la classe AFT Production Twins donne aux nouveaux pilotes la possibilité de courir sur une piste AFT avec une moto de compétition bicylindre sans affronter les grosses équipes en lice pour le championnat AFT Twins. Cette catégorie sert de transition entre les classes AFT Singles et AFT Twins.

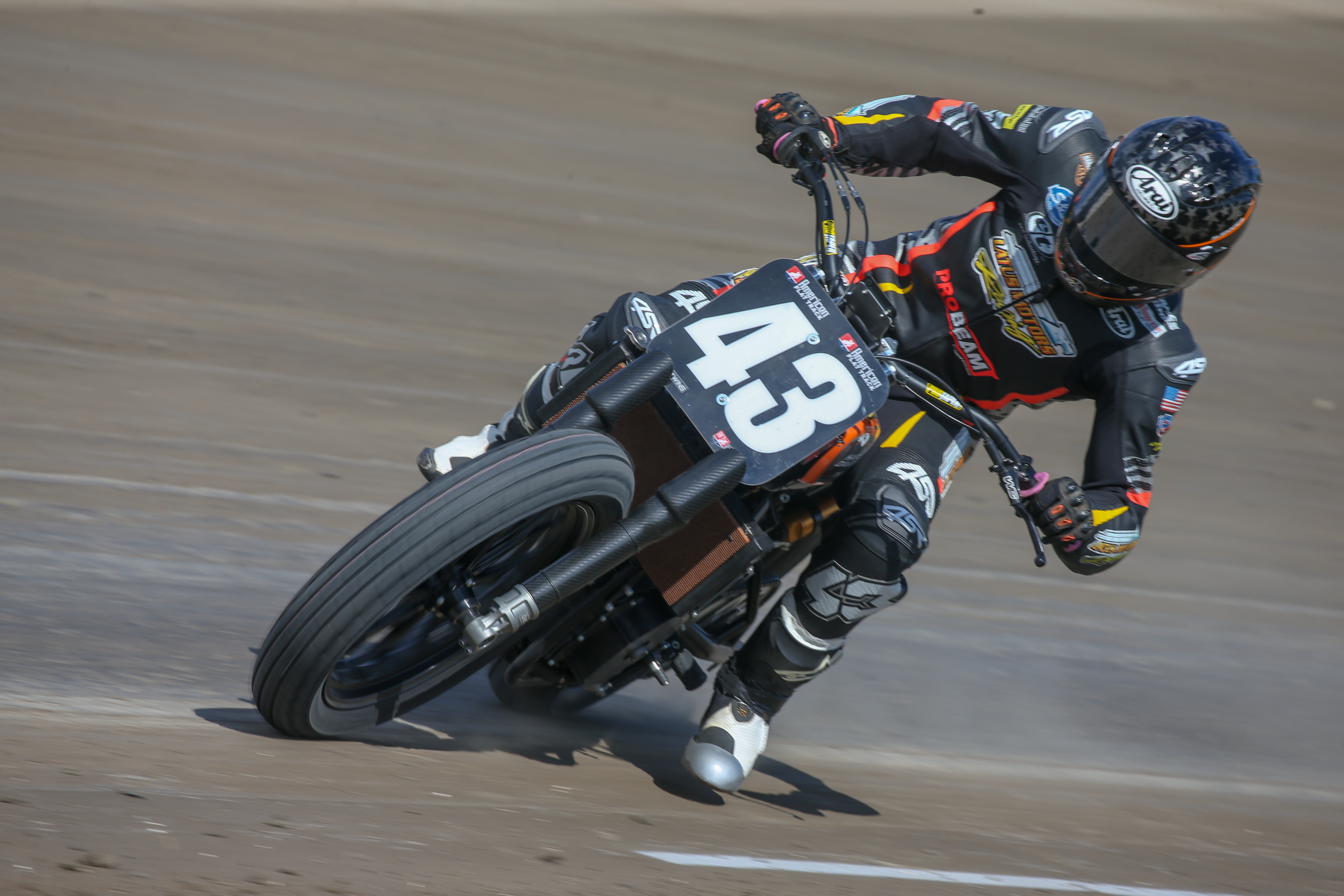
James Rispoli sur Harley-Davidson XG750R n°43 du Latus Motors Racing en catégorie AFT Production Twins

### Spécifications
- Puissance : + de 90 ch
- Poids minimum : 140 kg
- Vitesse de pointe : + de 225 km/h
- 0 à 97 km/h : moins de 4 secondes

### Spécifications techniques
- Pneus : Dunlop, 19 pouces, pneus de flat track spécialement conçus
- Carburant : VP Racing Fuels C10 sans plomb
- Moteurs : moteurs bicylindres 4 temps de série avec l'approbation écrite préalable de AMA Pro Racing sont éligibles pour la compétition dans la série AFT Production Twins. Les carters de moteur d'origine ou les pièces de rechange OEM doivent être utilisés pour se qualifier comme moteur de production.
- Cylindrée : 649 à 800 cm3 avec des restrictions
- Moteurs de production : Les moteurs de production ne doivent pas dépasser 800 cm3 . L'alésage et la course peuvent être modifiés afin de respecter cette limite.

## Histoire du championnat

### Harley contre Indian

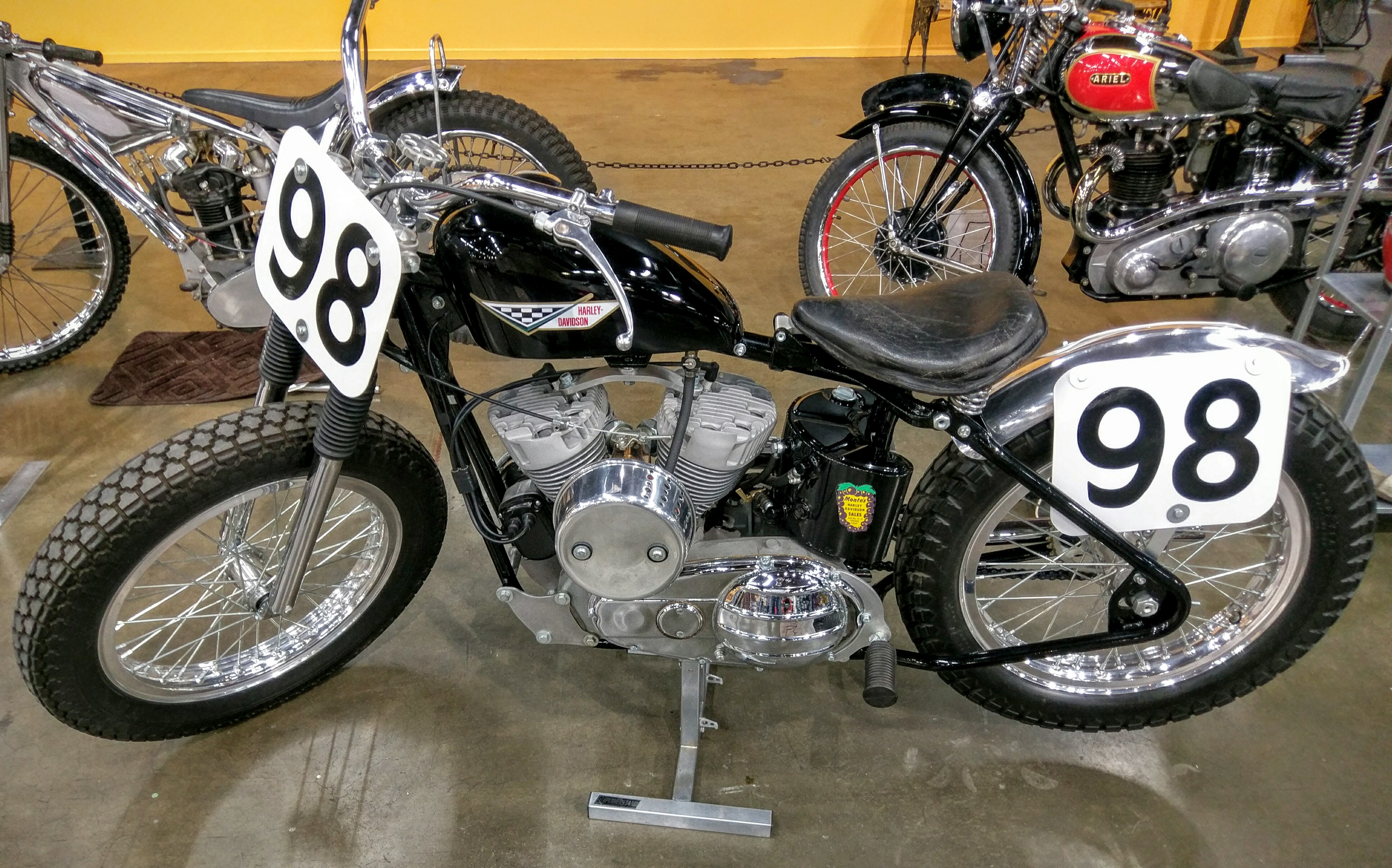
Harley-Davidson KR750 de 1957, exposée au Musée de l'Automobile de Californie.

En 1932, l'AMA autorisa une catégorie de course appelée Class A Dirt Track Championship permettant aux fabricants de motos de faire courir des prototypes,. En 1933, l'AMA introduisit une nouvelle catégorie appelée Classe C qui comportait des motos homologuées pour la route dans le but de rendre les courses moins chères pour les motards amateurs . Lorsque les constructeurs réduisirent leurs budgets compétition pendant la Grande Dépression, cela signa la fin de la classe A, le championnat classe C devenant le plus important. En 1935 l'AMA couronna le pilote sur Indian Woodsie Castonguay premier champion national en classe C. Le dernier champion de classe A eu lieu en 1938. Dans les années avant la Seconde Guerre mondiale, le championnat de Classe C contribua à alimenter une rivalité intense entre Harley-Davidson et Indian, les deux principaux fabricants américains de cette période. Pendant la Seconde Guerre mondiale, aucun championnat n’eut lieu entre 1942 et 1945.
De 1946 à 1953, le AMA Grand National Champion a été couronné sur la base des résultats d'une seule course, le Springfield Mile qui se déroulait sur l'Illinois State Fairgrounds Racetrack. Les moteurs à soupapes latérales avaient une cylindrée maximale de 750 cm3, tandis que les moteurs à soupapes en tête étaient limités à 500 cm3.
En 1954, les séries du Grand National Championship apparurent comprenant quatre types de compétitions différentes : trois des compétitions (mile, half-mile et Tourist Trophy) se déroulaient sur des pistes en terre, tandis que la quatrième se déroulait sur parcours asphaltés. Avec la disparition d'Indian en 1953, l'usine Harley-Davidson désormais seule domina la série. Le pilote Harley-Davidson Joe Leonard remporta le premier Grand championnat national en 1954 et a remporté le titre deux fois de plus avant de se lancer dans une carrière de coureur automobile. Carroll Resweber est devenu le premier quadruple champion, remportant quatre championnats consécutifs pour Harley-Davidson entre 1958 à 1961. Depuis 1961 les épreuves de short-track font partie du championnat. Ces courses avaient une limite de cylindrée de 250 cm3.

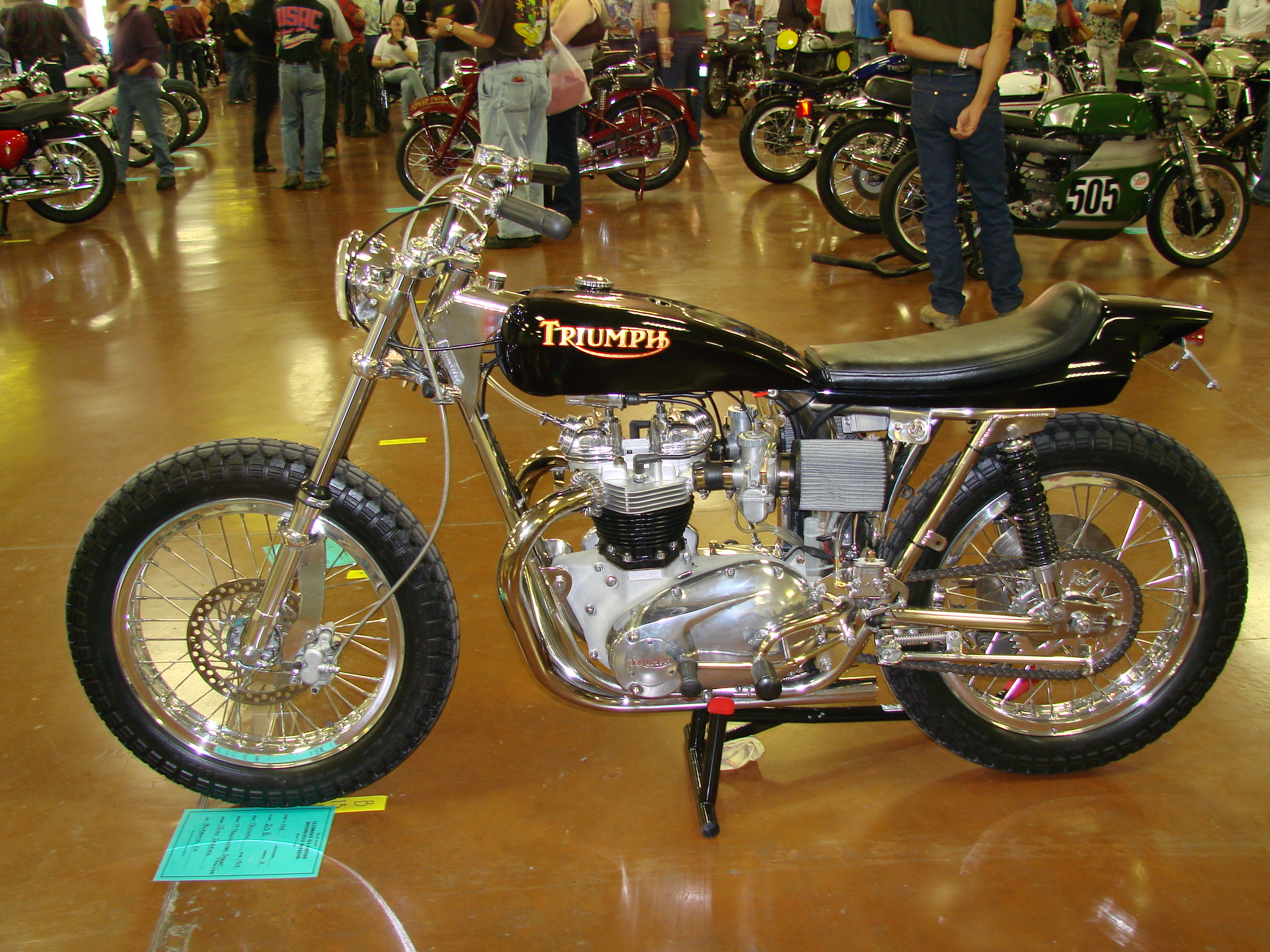
Triumph Dirt track des années 1970

### Invasion britannique
Dans les années 1960, les constructeurs britanniques cherchant à renforcer leurs ventes sur le marché américain de la moto en plein essor commencèrent à participer au championnat. Dick Mann remporta le titre national sur BSA en 1963, marquant la première victoire d'un constructeur étranger. Triumph gagnera trois grands championnats nationaux en quatre ans avec Gary Nixon remportant deux titres consécutifs en 1967 et 1968 et Gene Romero prenant un autre titre en 1970,.

### Les Japonais arrivent
La nouvelle réglementation de 1969 élimina la pénalité de cylindrée pour les moteurs à soupapes en tête et dans les épreuves de piste sur terre les freins furent autorisés pour la première fois. Mann remporta une deuxième couronne pour BSA en 1971 avant que l'industrie britannique de la moto ne s'effondre face à la concurrence technologique féroce des fabricants japonais. En 1973, Kenny Roberts sur Yamaha remporta le premier championnat Grand National pour un constructeur japonais. Depuis 1973, la limite de cylindrée pour les épreuves sur piste courte a été augmentée à 360 cm3, mais les moteurs multicylindres deux temps étaient encore limités à 360 cm3.
En 1975, le championnat a obtenu le parrainage complet de la RJ Reynolds Tobacco Company prenant le nom de Camel Pro Series. Entre 1979 et 1982, la série a été renommée Winston Pro Series, revenant à la marque Camel en 1983,.
En 1976, les moteurs dirt track étaient limités à un maximum de deux cylindres. En 1977, les moteurs pour les courses de short-track étaient des monocylindres limités à 250 cm3. Lorsque l'équipe Yamaha se retira du championnat Grand National après la saison 1977, Harley-Davidson domina de nouveau la série. En 1983, le Grand National Championship était devenu la forme de course sur piste la plus fréquentée aux États-Unis, sur deux comme sur quatre roues. Ce fut le point culminant du championnat, car d'autres formes de courses motos telles que le motocross et les courses sur route commencèrent à dépasser en popularité celles de dirt-track.
Tammy Jo Kirk est devenue la première femme à marquer des points au GNC en 1983. En 1984, Honda entra dans la course et brisa l'emprise de Harley-Davidson avec Ricky Graham en remportant le championnat. Honda poursuivit avec trois championnats nationaux consécutifs remportés par Bubba Shobert avant de se retirer en 1987, laissant la place à Harley-Davidson à nouveau seul grand constructeur de la série. En 1984, les règles sur short-track limitaient la cylindrée à 500 cm3 pour les moteurs à quatre temps.

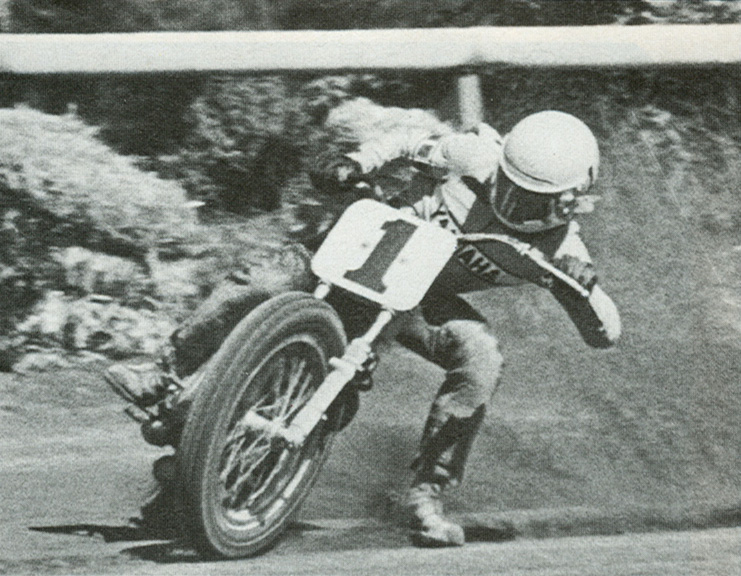
Kenny Roberts sur Yamaha, Short Track d'Albana, Californie 1974

Dans les années 1970 et jusque dans les années 1980, le Grand National Championship s'est avéré être un terrain d'entraînement fertile pour les pilotes sur route du championnat du monde, car les pilotes sur piste de l'AMA comme Kenny Roberts, Freddie Spencer, Eddie Lawson et Wayne Rainey ont tous remporté le Championnat du monde de course sur route 500 cm3. La technologie de course de moto sur route de la fin des années 1970 embarquait des moteurs d'une puissance supérieure à ce que les cadres et les pneus de l'époque pouvaient supporter.La rotation des pneus qui en résultait a créé un style de pilotage rappelant davantage le pilotage sur piste en terre battue, où le glissement du pneu arrière est utilisé pour diriger la moto dans un virage. Cela s'avéra être un grand avantage pour les pilotes sur piste américains qui avaient l'habitude de faire glisser leurs motos. Au fur et à mesure que les courses de motos de Grand Prix évoluaient pour devenir la formule MotoGP actuelle avec contrôle de traction électronique limitant le glissement de la roue arrière, l'avantage autrefois détenu par les anciens pilote sur terre a diminué.

### Harley domine de nouveau
En 1987 après le départ de l'équipe Honda, l'équipe de course usine Harley-Davidson domina la série avec le pilote Scott Parker remportant neuf championnats nationaux en onze ans. Pendant cette période, les courses de dirt track ont poursuivi leur déclin, en partie en raison du fait que les motos de motocross et de course sur route pouvaient être achetées directement auprès des fabricants, alors que les motos de course sur terre devaient être fabriquées artisanalement.

### Restructuration
En 1986, l'AMA a reconnu la nature changeante des courses de motos en transformant le Grand National Championship en une série uniquement sur piste; les épreuves de course sur route ont été divisées en un championnat distinct qui est finalement devenu le championnat AMA Superbike. Au cours de cette saison, Camel sponsorisa les deux séries qui ont été nommées Camel Pro Dirt Track Series et Camel Pro Road Racing Series.
En 1987 et 1988, la stratégie de parrainage a de nouveau changé et le nom de la Camel Pro Series faisait référence à une série particulière basée sur des manches sélectionnées des championnats du Grand National et Superbike.
Les nouvelles règles de 1987 ont interdit les moteurs à deux temps pour les courses sur piste; les moteurs monocylindres avaient une cylindrée maximale de 600 cm3, tandis que les bicylindres avaient une limite de 750 cm3. Depuis 1989, seuls les moteurs bicylindres étaient autorisés dans les épreuves du mile et du half-mile. Depuis 1989, la Camel Pro Series est redevenue sponsor titre du Grand National Championship. Ce parrainage a duré jusqu'à la fin de la saison 1992. De nouvelles catégories de piste de terre ont également été créées pour attirer les jeunes pilotes vers le sport. De nouvelles règles pour les machines ont également été adoptées dans le but de faciliter la compétition pour les pilotes avec des motos disponibles auprès des fabricants,,. Bien que le Grand National Championship ne soit plus la première série de courses aux États-Unis, il continue d'avoir un public fidèle.
En 2002, les moteurs monocylindres étaient limités à 500 cm3 (moteurs culbuté) ou 505 cm3 (moteurs à soupapes en tête); la classe des bicylindres a été élargie pour inclure des moteurs de production jusqu'à 500 cm3.
En 2006, le Grand National Championship a été divisé en deux séries distinctes : le Grand National Championship Singles (pour les épreuves sur piste courte et TT) et le Grand National Championship Twins (pour les épreuves du demi-mile et du mile). Aucun titre au classement général n'a été décerné, bien qu'en 2007 il y ait eu un champion de fait en remportant les deux championnats. Les moteurs monocylindres étaient limités à 450 cm3.
Depuis 2010, le titre de Grand Champion National a été rétabli et attribué au coureur qui marque le plus de points combinés. De nouveaux constructeurs ont commencé à entrer et à trouver du succès dans le sport. En 2010, Ducati a remporté sa première victoire GNC. Le 24 août 2013, trois marques différentes ont terminé sur le podium pour la première fois depuis 1972. Une semaine plus tard, Harley-Davidson n'a pas réussi à monter sur le podium, la première fois depuis 1987.
En 2017, le Grand National Championship fut rebaptisé American Flat Track Championship. Des changements furent également apportés à la classification des motos, au logo, au format de la course et aux règlements. NBCSN diffusera le championnat en différé dans les créneaux horaires du week-end, toute la couverture des événements en direct étant disponible via TrackPass sur NBC Sports Gold.

## Événements
- The Mile : course organisée sur un parcours de terre de forme ovale d'environ un mile de long. Les courses sont devenues populaires en raison de la disponibilité des sites de courses hippiques dans tout le pays et ont généralement lieu pendant la saison morte pour les courses de chevaux[3]. Ces événements favorisent généralement les motos avec des cylindrées plus importantes telles que l'Indian FTR750 et la Harley-Davidson XG750R. Les courses comportent généralement de nombreux changements de tête avec des vitesses allant jusqu'à 225 km/h.
- Le Half-Mile : événement similaire aux courses sur un mile, également disputée sur un parcours de terre ovale avec une distance au tour plus courte. Malgré la distance, les pistes peuvent varier en longueur, car elles se déroulent souvent sur les mêmes sites qui accueillent les événements automobiles World of Outlaws .
- Short Track : course organisée sur un parcours de terre de forme ovale d'environ un quart de mile. Ces courses courtes ont eu lieu en intérieur sur des sites tels que l'Astrodome de Houston et favorisent les motos plus légères basées sur des machines de motocross à deux temps.
- TT Steeplechase : course qui se déroule sur un parcours de terre de forme irrégulière qui comporte généralement un virage à droite et un saut. Cet événement favorise également les motos plus légères, mais les motos plus grosses ont également été couronnées de succès. Les initiales TT signifient Tourist Trophy, tirant son nom de l'époque où les motos homologuées route étaient connues sous le nom de motos de tourisme, par conséquent, un trophée de tourisme signifiait une classe pour les motos homologuées.

## Diffusion
American Flat Track a eu un partenariat télévisuel exclusif avec NBCSN depuis la saison 2017. Les 18 manches, du DAYTONA TT d'ouverture de la saison aux finales américaines sur piste plate, sont diffusées en une heure, en différé, plusieurs soirs en été et à l'automne. Avec près de 85 millions d'abonnés, NBCSN est le berceau du sport automobile en Amérique, offrant une couverture pour le NASCAR, l'IndyCar, la Formule 1, Mecum Auctions, Lucas Oil Pro Motocross et maintenant, American Flat Track.

## Liste des vainqueurs
| Saisons | Vainqueurs                       | Marques                          | Formats |
| ------- | -------------------------------- | -------------------------------- | --- |
| 1946    | Chet Dykgraaf                    | Norton                           | Single dirt-track race au SpringCourse field Mile |
| 1947    | Jimmy Chann                      | Harley-Davidson                  | Single dirt-track race au SpringCourse field Mile |
| 1948    | Jimmy Chann                      | Harley-Davidson                  | Single dirt-track race au SpringCourse field Mile |
| 1949    | Jimmy Chann                      | Harley-Davidson                  | Single dirt-track race au SpringCourse field Mile |
| 1950    | Larry Headrick                   | Harley-Davidson                  | Single dirt-track race au SpringCourse field Mile |
| 1951    | Bobby Hill                       | Indian                           | Single dirt-track race au SpringCourse field Mile |
| 1952    | Bobby Hill                       | Indian                           | Single dirt-track race au SpringCourse field Mile |
| 1953    | Bill Tuman                       | Indian                           | Single dirt-track race au SpringCourse field Mile |
| 1954    | Joe Leonard                      | Harley-Davidson                  | Combinaison course sur route et dirt-track |
| 1955    | Brad Andres                      | Harley-Davidson                  | Combinaison course sur route et dirt-track |
| 1956    | Joe Leonard                      | Harley-Davidson                  | Combinaison course sur route et dirt-track |
| 1957    | Joe Leonard                      | Harley-Davidson                  | Combinaison course sur route et dirt-track |
| 1958    | Carroll Resweber                 | Harley-Davidson                  | Combinaison course sur route et dirt-track |
| 1959    | Carroll Resweber                 | Harley-Davidson                  | Combinaison course sur route et dirt-track |
| 1960    | Carroll Resweber                 | Harley-Davidson                  | Combinaison course sur route et dirt-track |
| 1961    | Carroll Resweber                 | Harley-Davidson                  | Combinaison course sur route et dirt-track |
| 1962    | Bart Markel                      | Harley-Davidson                  | Combinaison course sur route et dirt-track |
| 1963    | Dick Mann                        | Matchless                        | Combinaison course sur route et dirt-track |
| 1964    | Roger Reiman                     | Harley-Davidson                  | Combinaison course sur route et dirt-track |
| 1965    | Bart Markel                      | Harley-Davidson                  | Combinaison course sur route et dirt-track |
| 1966    | Bart Markel                      | Harley-Davidson                  | Combinaison course sur route et dirt-track |
| 1967    | Gary Nixon                       | Triumph                          | Combinaison course sur route et dirt-track |
| 1968    | Gary Nixon                       | Triumph                          | Combinaison course sur route et dirt-track |
| 1969    | Mert Lawwill                     | Harley-Davidson                  | Combinaison course sur route et dirt-track |
| 1970    | Gene Romero                      | Triumph                          | Combinaison course sur route et dirt-track |
| 1971    | Dick Mann                        | BSA                              | Combinaison course sur route et dirt-track |
| 1972    | Mark Brelsford                   | Harley-Davidson                  | Combinaison course sur route et dirt-track |
| 1973    | Kenny Roberts                    | Yamaha                           | Combinaison course sur route et dirt-track |
| 1974    | Kenny Roberts                    | Yamaha                           | Combinaison course sur route et dirt-track |
| 1975    | Gary Scott                       | Harley-Davidson                  | Combinaison course sur route et dirt-track |
| 1976    | Jay Springsteen                  | Harley-Davidson                  | Combinaison course sur route et dirt-track |
| 1977    | Jay Springsteen                  | Harley-Davidson                  | Combinaison course sur route et dirt-track |
| 1978    | Jay Springsteen                  | Harley-Davidson                  | Combinaison course sur route et dirt-track |
| 1979    | Steve Eklund                     | Harley-Davidson, Yamaha          | Combinaison course sur route et dirt-track |
| 1980    | Randy Goss                       | Harley-Davidson                  | Combinaison course sur route et dirt-track |
| 1981    | Mike Kidd                        | Harley-Davidson, Yamaha          | Combinaison course sur route et dirt-track |
| 1982    | Ricky Graham                     | Harley-Davidson                  | Combinaison course sur route et dirt-track |
| 1983    | Ricky Graham                     | Harley-Davidson                  | Combinaison course sur route et dirt-track |
| 1984    | Ricky Graham                     | Honda                            | Combinaison course sur route et dirt-track |
| 1985    | Bubba Shobert                    | Honda                            | Combinaison course sur route et dirt-track |
| 1986    | Bubba Shobert                    | Honda                            | Dirt-track seulement l'épreuve sur route ne comptant pas pour le Grand National Championship. |
| 1987    | Bubba Shobert                    | Honda                            | Dirt-track seulement l'épreuve sur route ne comptant pas pour le Grand National Championship. |
| 1988    | Scott Parker                     | Harley-Davidson                  | Dirt-track seulement l'épreuve sur route ne comptant pas pour le Grand National Championship. |
| 1989    | Scott Parker                     | Harley-Davidson                  | Dirt-track seulement l'épreuve sur route ne comptant pas pour le Grand National Championship. |
| 1990    | Scott Parker                     | Harley-Davidson                  | Dirt-track seulement l'épreuve sur route ne comptant pas pour le Grand National Championship. |
| 1991    | Scott Parker                     | Harley-Davidson                  | Dirt-track seulement l'épreuve sur route ne comptant pas pour le Grand National Championship. |
| 1992    | Chris Carr                       | Harley-Davidson                  | Dirt-track seulement l'épreuve sur route ne comptant pas pour le Grand National Championship. |
| 1993    | Ricky Graham                     | Honda                            | Dirt-track seulement l'épreuve sur route ne comptant pas pour le Grand National Championship. |
| 1994    | Scott Parker                     | Harley-Davidson                  | Dirt-track seulement l'épreuve sur route ne comptant pas pour le Grand National Championship. |
| 1995    | Scott Parker                     | Harley-Davidson                  | Dirt-track seulement l'épreuve sur route ne comptant pas pour le Grand National Championship. |
| 1996    | Scott Parker                     | Harley-Davidson                  | Dirt-track seulement l'épreuve sur route ne comptant pas pour le Grand National Championship. |
| 1997    | Scott Parker                     | Harley-Davidson                  | Dirt-track seulement l'épreuve sur route ne comptant pas pour le Grand National Championship. |
| 1998    | Scott Parker                     | Harley-Davidson                  | Dirt-track seulement l'épreuve sur route ne comptant pas pour le Grand National Championship. |
| 1999    | Chris Carr                       | Harley-Davidson, ATK             | Dirt-track seulement l'épreuve sur route ne comptant pas pour le Grand National Championship. |
| 2000    | Joe Kopp                         | Harley-Davidson, Rotax           | Dirt-track seulement l'épreuve sur route ne comptant pas pour le Grand National Championship. |
| 2001    | Chris Carr                       | Harley-Davidson, Rotax, ATK      | Dirt-track seulement l'épreuve sur route ne comptant pas pour le Grand National Championship. |
| 2002    | Chris Carr                       | Harley-Davidson, Rotax, VOR, ATK | Dirt-track seulement l'épreuve sur route ne comptant pas pour le Grand National Championship. |
| 2003    | Chris Carr                       | Harley-Davidson, Rotax, VOR      | Dirt-track seulement l'épreuve sur route ne comptant pas pour le Grand National Championship. |
| 2004    | Chris Carr                       | Harley-Davidson, Rotax, KTM      | Dirt-track seulement l'épreuve sur route ne comptant pas pour le Grand National Championship. |
| 2005    | Chris Carr                       | Harley-Davidson, KTM             | Dirt-track seulement l'épreuve sur route ne comptant pas pour le Grand National Championship. |
| 2006    | Kenny Coolbeth (Twins)           | Harley-Davidson                  | De 2006 à 2009, le championnat a été remplacé par deux séries distinctes pour les motos bicylindres (Twins) et monocylindres (Singles). Aucun titre global attribué. Les courses Twins ont eu lieu sur les cours de mile et demi-mile, tandis que les Singles ont eu lieu sur piste courte et TT. |
| 2006    | Jake Johnson (Singles)           | Suzuki                           | De 2006 à 2009, le championnat a été remplacé par deux séries distinctes pour les motos bicylindres (Twins) et monocylindres (Singles). Aucun titre global attribué. Les courses Twins ont eu lieu sur les cours de mile et demi-mile, tandis que les Singles ont eu lieu sur piste courte et TT. |
| 2007    | Kenny Coolbeth                   | Harley-Davidson (Twins)          | De 2006 à 2009, le championnat a été remplacé par deux séries distinctes pour les motos bicylindres (Twins) et monocylindres (Singles). Aucun titre global attribué. Les courses Twins ont eu lieu sur les cours de mile et demi-mile, tandis que les Singles ont eu lieu sur piste courte et TT. |
| 2007    | Kenny Coolbeth                   | Honda (Singles)                  | De 2006 à 2009, le championnat a été remplacé par deux séries distinctes pour les motos bicylindres (Twins) et monocylindres (Singles). Aucun titre global attribué. Les courses Twins ont eu lieu sur les cours de mile et demi-mile, tandis que les Singles ont eu lieu sur piste courte et TT. |
| 2008    | Kenny Coolbeth                   | Harley-Davidson (Twins)          | De 2006 à 2009, le championnat a été remplacé par deux séries distinctes pour les motos bicylindres (Twins) et monocylindres (Singles). Aucun titre global attribué. Les courses Twins ont eu lieu sur les cours de mile et demi-mile, tandis que les Singles ont eu lieu sur piste courte et TT. |
| 2008    | Jake Johnson                     | Suzuki (Singles)                 | De 2006 à 2009, le championnat a été remplacé par deux séries distinctes pour les motos bicylindres (Twins) et monocylindres (Singles). Aucun titre global attribué. Les courses Twins ont eu lieu sur les cours de mile et demi-mile, tandis que les Singles ont eu lieu sur piste courte et TT. |
| 2009    | Jared Mees                       | Harley-Davidson (Twins)          | De 2006 à 2009, le championnat a été remplacé par deux séries distinctes pour les motos bicylindres (Twins) et monocylindres (Singles). Aucun titre global attribué. Les courses Twins ont eu lieu sur les cours de mile et demi-mile, tandis que les Singles ont eu lieu sur piste courte et TT. |
| 2009    | Sammy Halbert                    | Yamaha (Singles)                 | De 2006 à 2009, le championnat a été remplacé par deux séries distinctes pour les motos bicylindres (Twins) et monocylindres (Singles). Aucun titre global attribué. Les courses Twins ont eu lieu sur les cours de mile et demi-mile, tandis que les Singles ont eu lieu sur piste courte et TT. |
| 2010    | Jake Johnson                     | Harley-Davidson (Twins)          | Titre général décerné au pilote ayant le total le plus élevé après avoir combiné les points gagnés dans les championnats Twins et Singles. |
| 2010    | Jake Johnson                     | Honda (Singles)                  | Titre général décerné au pilote ayant le total le plus élevé après avoir combiné les points gagnés dans les championnats Twins et Singles. |
| 2011    | Jake Johnson                     | Harley-Davidson (Twins)          | Titre général décerné au pilote ayant le total le plus élevé après avoir combiné les points gagnés dans les championnats Twins et Singles. |
| 2011    | Jake Johnson                     | Honda (Singles)                  | Titre général décerné au pilote ayant le total le plus élevé après avoir combiné les points gagnés dans les championnats Twins et Singles. |
| 2012    | Jared Mees                       | Harley-Davidson (Twins)          | Titre général décerné au pilote ayant le total le plus élevé après avoir combiné les points gagnés dans les championnats Twins et Singles. |
| 2012    | Jared Mees                       | Honda (Singles)                  | Titre général décerné au pilote ayant le total le plus élevé après avoir combiné les points gagnés dans les championnats Twins et Singles. |
| 2013    | Brad Baker                       | Harley-Davidson (Twins)          | Titre général décerné au pilote ayant le total le plus élevé après avoir combiné les points gagnés dans les championnats Twins et Singles. |
| 2013    | Brad Baker                       | Honda (Singles)                  | Titre général décerné au pilote ayant le total le plus élevé après avoir combiné les points gagnés dans les championnats Twins et Singles. |
| 2014    | Jared Mees                       | Harley-Davidson (Twins)          | Titre général décerné au pilote ayant le total le plus élevé après avoir combiné les points gagnés dans les championnats Twins et Singles. |
| 2014    | Jared Mees                       | Honda (Singles)                  | Titre général décerné au pilote ayant le total le plus élevé après avoir combiné les points gagnés dans les championnats Twins et Singles. |
| 2015    | Jared Mees                       | Harley-Davidson (Twins)          | Championnat unifié (GNC1) comprenant les épreuves Twins et Singles. |
| 2015    | Jared Mees                       | Honda (Singles)                  | Championnat unifié (GNC1) comprenant les épreuves Twins et Singles. |
| 2016    | Bryan Smith                      | Kawasaki                         | Championnat unifié (GNC1) comprenant les épreuves Twins et Singles. |
| 2017    | Jared Mees                       | Indian                           | American Flat Track Championship en AFT Twins |
| 2018    | Jared Mees                       | Indian                           | |
| 2019    | Briar Bauman (Twins)             | Indian                           | Championnat AFT en AFT Twins présenté par Vance & Hines |
| 2019    | Cory Texter (Production Twins)   | Yamaha                           | Championnat AFT en AFT Twins présenté par Vance & Hines |
| 2019    | Dalton Gaithier (Singles)        | Husqvarna                        | Championnat AFT en AFT Twins présenté par Vance & Hines |
| 2020    | Briar Bauman (SuperTwins)        | Indian                           | American Flat Track Championship |
| 2020    | James Rispoli (Production Twins) | Harley-Davidson                  | American Flat Track Championship |
| 2020    | Dallas Daniels (Singles)         | Yamaha                           | American Flat Track Championship |